# Droga na drugą stronę
Droga na drugą stronę (rum. Crulic – drumul spre dincolo, ang. Crulic – The Path To Beyond) – polsko-rumuński film dokumentalno-fabularny, częściowo animowany. Drogę na drugą stronę wyreżyserowała Anca Damian, która jest również autorką rumuńsko-fińskiego dramatu zatytułowanego Intalniri incrucisate. Za produkcję filmu odpowiadała firma Aparte Film, a jednym z koproducentów była Fundacja Magellan. Tytuł wielokrotnie nagradzany na polskich i międzynarodowych festiwalach.

## Fabuła
Film opowiada historię obywatela Rumunii – Claudiu Crulica, którego w trakcie pobytu w Polsce, na podstawie ogólnikowych zeznań świadków, niesłusznie oskarżono o kradzież portfela pewnego sędziego. Mężczyzna zostaje zatrzymany w areszcie. Ponieważ wymiar sprawiedliwości nie próbuje znaleźć prawdziwego sprawcy przestępstwa, Claudiu rozpoczyna strajk głodowy. W tym czasie wielokrotnie apeluje o pomoc do przedstawicieli władzy swojego kraju, niestety bezskutecznie. W końcu umiera z powodu wycieńczenia organizmu. Produkcję rozpoczyna sekwencja, w której dowiadujemy się o śmierci głównego bohatera. Następne minuty odsłaniają kolejne karty jego historii i wyjaśniają przyczyny zgonu.

## Sprawa Crulica
Droga na drugą stronę opiera się na faktach dotyczących kradzieży portfela sędziego Sądu Najwyższego Józefa Frąckowiaka przez 33-letniego obywatela Rumunii – Claudiu Crulica. Zgodnie z jednoźródłowym zawiadomieniem miało do niej dojść, gdy 11 lipca 2007 sędzia dokonywał zakupów w sklepie obuwniczym w Krakowie.
We wrześniu 2007 został on zatrzymany i oskarżony o kradzież, a następnie umieszczony w areszcie śledczym przy ul. Montelupich w Krakowie. Zatrzymania dokonano po wskazaniu przez ofiarę wizerunku Crulica wśród kilku podejrzanych, przy czym nieoficjalnie podaje się, że Crulic był jedynie „łudząco podobny”. Dodatkowo, według zeznań jednego ze świadków, Crulic w czasie kradzieży miał przebywać w Mediolanie, jednak śledczy nie przeanalizowali tego wątku.
Oskarżony ogłosił strajk głodowy i zażądał kontaktu z rumuńską placówką dyplomatyczną, która jednak miała zignorować jego sprawę.
18 stycznia 2008 mężczyzna zmarł wskutek odmy i przebicia opłucnej, co było spowodowane próbą przymusowego karmienia sondą po wycieńczającym organizm strajku głodowym.

## Nagrody i festiwale
- 64. Międzynarodowy Festiwal Filmowy w Locarno, Szwajcaria – Specjalne Wyróżnienie Międzynarodowej Konfederacji Stowarzyszeń Filmowych, Nagroda Don Kichota
- 27. Międzynarodowy Warszawski Festiwal Filmowy – Specjalne Wyróżnienie Jury Międzynarodowego, Specjalne Wyróżnienie Jury Ekumenicznego
- 21. Międzynarodowy Festiwal Filmowy, Cottbus, Niemcy – Specjalne Wyróżnienie Jury Konkursu Międzynarodowego, Nagroda Jury Ekumenicznego
- 15. Międzynarodowy Festiwal Filmów Dokumentalnych, Jihlava, Czechy – Nagroda East Silver Eye dla Najlepszego Filmu Średniometrażowego
- 9. Międzynarodowy Festiwal Filmów Dokumentalnych, Kopenhaga, Dania – Nagroda Amnesty Award dla najlepszego filmu poruszającego tematykę praw człowieka
- Ficunam, Meksyk – Nagroda Publiczności Ficunam i Silver Puma
- Astra Film Festiwal – Nagroda dla najlepszego rumuńskiego dokumentu
- Nagroda Gopo – Nagroda Główna Związku Rumuńskich Filmowców za rok 2011, Nagroda Związku Rumuńskich Filmowców za oryginalną muzykę dla Piotra Dziubka, Nagroda Związku Rumuńskich Filmowców za dźwięk dla Piotra Witkowskiego i Sebastiana Włodarczyka (Alvernia Studios)
- Gdańsk Doc Film Festival – Nagroda główna: "Brama Wolności"
- 37. Gdynia Film Festiwal – Nagroda Specjalna Jury za odwagę formy i treści, a także za szczególne i unikatowe walory artystyczne dla filmu "Droga na drugą stronę", Nagrody indywidualne: dla Piotra Dziubka za muzykę do filmu "Droga na drugą stronę", dla Sebastiana Włodarczyka i Piotra Witkowskiego za dźwięk"
- 36. Międzynarodowy Festiwal Filmów Animowanych Annecy – Grand Prix w konkursie filmów pełnometrażowych, Kryształ dla najlepszego filmu pełnometrażowego
- 12. Sopot Film Festiwal – Nagroda główna statuetka parasolnika i stypendium dla twórców ufundowane przez Prezydenta Miasta
- Festiwal Filmów Animowanych Animator w Poznaniu – Główna nagroda dla filmu pełnometrażowego
- 31. Koszaliński Festiwal Debiutów Filmowych "Młodzi i Film" – Nagroda za reżyserię
- 3. Se-Ma-For Film Festival w Łodzi – Nagroda specjalna "Piotruś"
- XVIII Festiwal Form Dokumentalnych Nurt 2012 – Nagroda publiczności Nurt 2012 – Nagroda ufundowana przez prezydenta miasta Kielce, Wojciecha Lubawskiego
- Doroczna nagroda specjalna Radia Kielce S.A. – Za to, czego nie widać, czyli artyzm dźwięku w formie dokumentalnej.
- 11. Międzynarodowe Forum Niezależnych Filmów Fabularnych w Warszawie – Grand prix
- XXII Festiwal Mediów w Łodzi Człowiek w Zagrożeniu – Grand Prix Biała Kobra – Nagroda Prezydenta Miasta Łodzi
- Cabrito de Plata – Najlepszy pełnometrażowy film animowany
- Festroia – Nagroda Specjalna Jury
- Milwaukee Film Festival – Nagroda za najlepszy film